# 常神岬灯台
常神岬灯台（つねがみみさきとうだい）は、福井県三方上中郡若狭町にある常神岬山頂に立つ白亜四角形コンクリート造の小型灯台。灯光の標高は日本の灯台中7番目である。

## 歴史

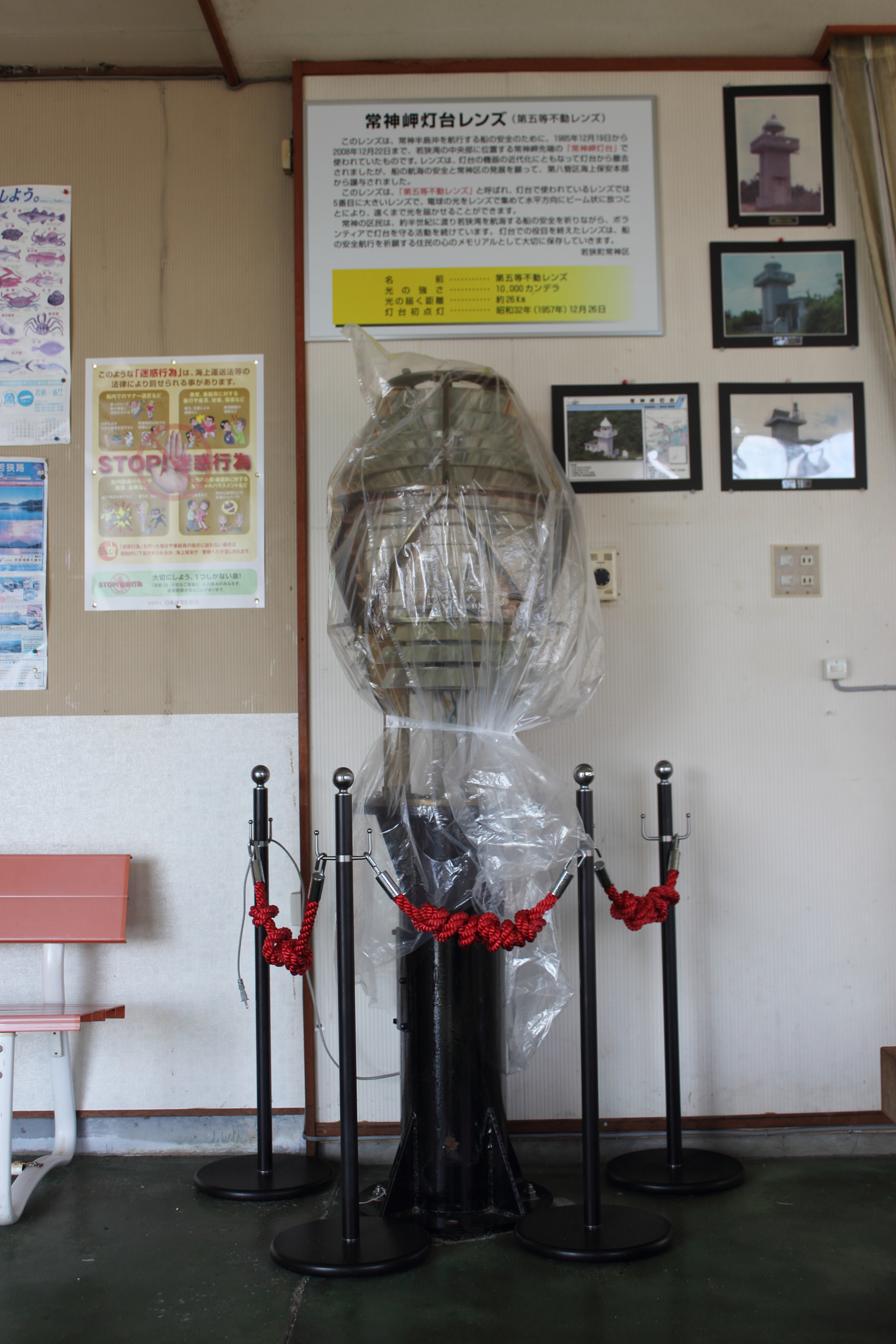
2008年まで使用されていた5等フレネルレンズ

- 1957年（昭和32年）12月26日 常神埼灯台初点灯
- 1967年（昭和42年）11月 1日 常神岬灯台に改称
- 1985年（昭和60年）12月19日 LB30型灯器を5等不動レンズに変更
- 2008年（平成20年）12月22日 5等不動レンズを高光度LED灯器に変更、合わせて灯室撤去 [3]

## 交通
- 国道27号 - 国道162号 - 福井県道216号常神三方線

終点の常神集落より徒歩30分

## 周辺情報
- 常神のソテツ
- 三方五湖
- 三方五湖レインボーライン